# Хофштеттен (Баден)
Хофштеттен (нем. Hofstetten) — община в Германии, в земле Баден-Вюртемберг.
Подчиняется административному округу Фрайбург. Входит в состав района Ортенау. Население составляет 1703 человека (на 31 декабря 2010 года). Занимает площадь 18,15 км².